# اوتروت
اوتروت (به فرانسوی: Ottrott) یک کمون در فرانسه است که در گرانت است واقع شده‌است. اوتروت ۲۸٫۸۹ کیلومتر مربع مساحت دارد.